# Casa pairal al carrer de Sant Pere, 6 (Salàs de Pallars)
La Casa pairal al carrer de Sant Pere, 6 és una obra de Salàs de Pallars (Pallars Jussà) inclosa a l'Inventari del Patrimoni Arquitectònic de Catalunya.

## Descripció

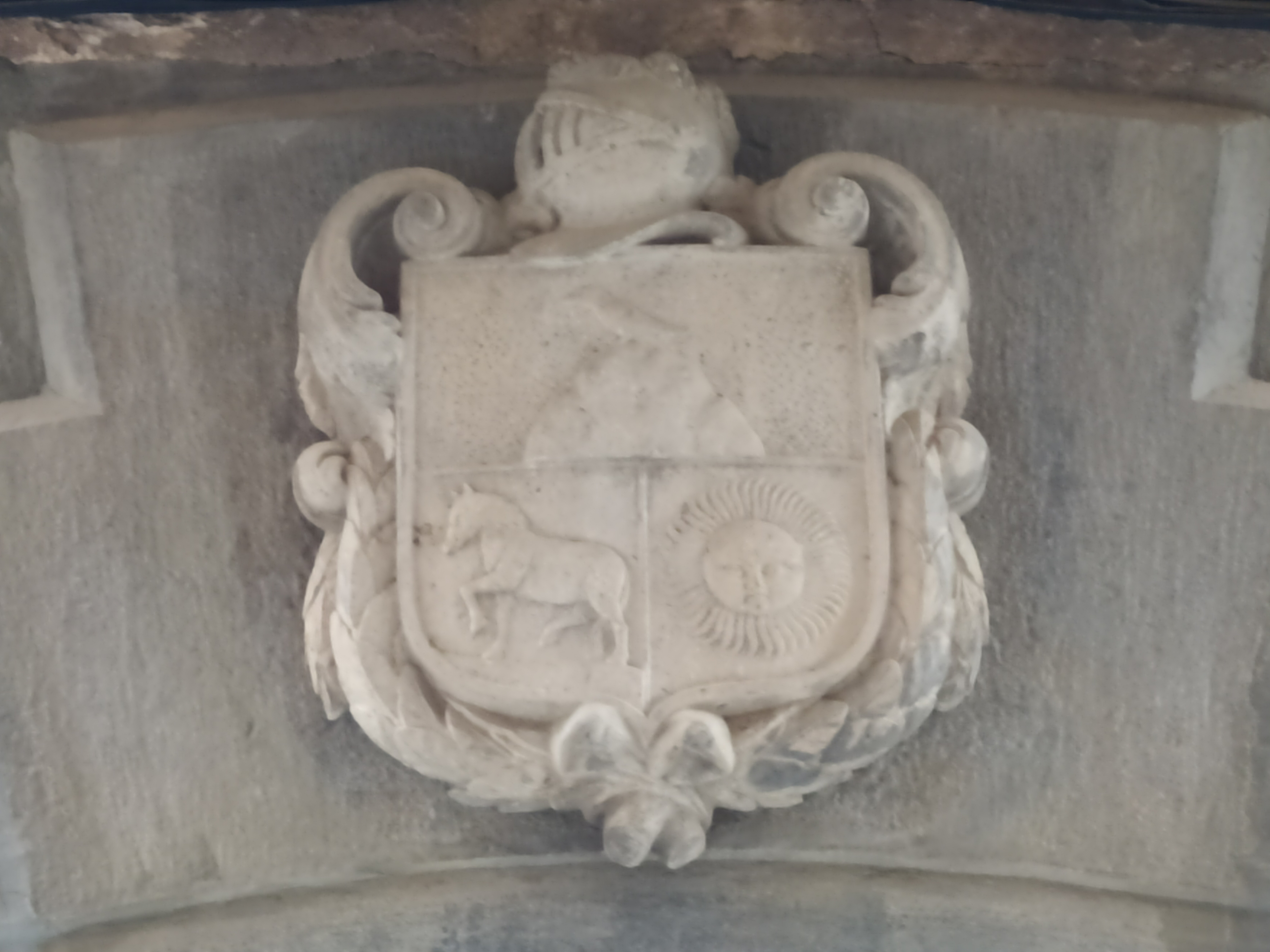
Escut a la clau del portal

Antiga casa pairal de tres plantes d'alçada, cellers i golfes. És un edifici entre mitgeres amb parcel·la gòtica i façanes endins i enfora del recinte emmurallat. La porta principal té un arc rebaixat de dovelles de pedra amb escut a la llinda.
Els murs són de carreus de pedra reblats i la coberta de teula àrab. Forma part de l'antiga vila medieval que conserva la tipologia del segle xv.